# Rubén Capria
Rubén Oscar Capria (* 6. Januar 1970 in General Belgrano) ist ein ehemaliger argentinischer Fußballspieler. Der offensive Mittelfeldspieler wurde 2004 mit den Newell’s Old Boys argentinischer Meister.

## Karriere
Rubén Capria begann seine Profikarriere 1990 bei Estudiantes de La Plata, nachdem er bereits in der Jugend des Vereins gespielt hatte. In Argentinien lief der auch durch seine herausragende Technik Mago genannte Spieler insgesamt für sechs Teams auf. Größter Erfolg war der Gewinn der Meisterschaft in der Apertura 2004 mit den Newell’s Old Boys. Erste Auslandserfahrungen sammelte der Offensivakteur 1998 bei seiner Leihstation in Mexiko beim CD Cruz Azul. 2003 war Capria bei Barcelona SC in Ecuador, 2004 bei Universidad Católica in Chile und 2006 bis 2007 beim uruguayischen Klub Peñarol Montevideo aktiv.
Nach seiner aktiven Karriere blieb Capria im Fußball und arbeitete als Trainer, Kommentator und Sportdirektor.

### Erfolge
Newell’s Old Boys
- Argentinischer Meister: 2004-A

## Sonstiges
Sein zwei Jahre jüngerer Bruder Diego ist ebenfalls ehemaliger professioneller Fußballspieler.